# Whip It (película)
Whip It Rollers girls, chicas sin freno,  es una comedia dirigida por Drew Barrymore y escrita por Shauna Cross, que adapta su novela Derby Girl. La película es el debut como directora de Barrymore. Fue estrenada el 2 de octubre de 2009 en los Estados Unidos.

## Argumento
En la localidad de Bodeen, Texas, la adolescente de 17 años Bliss Cavendar (Elliot Page), una joven introvertida e insegura, está aburrida de su vida y de todos los concursos de belleza en los que su madre insiste que participe. Joven inadaptada, adorable y bruta, en un ambiente de estirados padres conservadores decimonónicos, los cuales quieren que sea modelo. Bliss era una patinadora artística y a sus 8 años, pero con la obsesión de su madre por tener una hija perfecta. Bliss es una adolescente con el pelo castaño (al principio de la película se lo tiñe de azul por error, pero luego lo vuelve a tener castaño), amante de la música y el estilo indie.  Sin embargo, siente que esto no es lo que quiere hacer, Bliss, ante sus problemas familiares busca su salida en salir con chicos y el patinaje... y se une a una liga de roller derby en su lugar deporte por el cual se obsesiona.  
Así comienza una historia marcada por unos padres posesivos que imponen el futuro que eligen para su hija. Bliss trata de buscar su propia identidad entre la mediocridad generalizada que le rodea. La vocación de la muchacha es el patinar practicando roller-derby, un deporte de contacto sobre patines quad que conoce estando de compras con su madre. Bliss entra a través de Malice in Wonderland en un equipo perdedor de rabiosas rollers, pero mintiendo sobre su edad. El tono de humor y crítica del guion, el buen elenco y la furia del Roller Derby de este film le ha valido hacerse un hueco en la creciente cultura underground del Roller Derby.
Bliss siente que estas adolescentes son sus nuevos héroes: Un coro de féminas desbordadas y únicas. No tiene idea de cómo patinar pero Maggie Mayhem (Kristen Wiig), una de sus compañeras de equipo, se da cuenta de que patina bien. En un esfuerzo por unirse a la liga, le dice a sus padres que va a tomar clases de preparación los sábados. Su madre cree que está muy contenta y que está tomando alguna iniciativa en su vida, hacia lo que ellos quieren para ella. Cuando su madre se entera de la verdad, todo cambiará. Sin embargo surge una historia de amor dentro de la trama Bliss encuentra al líder de una banda de punk. Iron Maven (Juliette Lewis), la ayudará a tomar decisiones, al interpretar a una versión adulta de Bliss, que ha pasado por todo lo que la joven está viviendo como nuevo: "tarde 30 años en encontrar en lo que era buena” dice.

## Reparto
- Juliette Lewis, como Iron Maven, una mujer de 37 quien consiguió el título de la mejor roller derby en el equipo de las colegialas
- Elliot Page (acreditado como Ellen Page) como Cavendar Bliss, una adolescente que se escapa a participar en un roller derby en la liga de Austin.
- Marcia Gay Harden como Brooke Cavendar, que prefiere que su hija entre en concursos de belleza que jugar roller derby.
- Daniel Stern como Earl Cavendar, que anima a Bliss para seguir su sueño.
- Kristen Wiig como Maggie Mayhem, mentora de Bliss.
- Alia Shawkat como Pash, la mejor amiga de Bliss.[2]
- Landon Pigg como Oliver, interés amoroso de Bliss, miembro de una banda en donde toca la guitarra.
- Drew Barrymore como Smashly Simpson, una de las compañeras de equipo de Bliss.
- Eve como Rosa Sparks, una de las compañeras de equipo de Bliss.
- Zoë Bell como técnico médico que claros de luna como estrella derby Bloody Holly.
- Ari Graynor como Eva destruction, una miembro de un equipo clásico de oposición (Las viudas Negras).
- Andrew Wilson como Razor, entrenador de Bliss.
- Jimmy Fallon como "Hot Tub" Johnny Rocket, el Maestro de Ceremonias.
- Austin Bickel como Riley, el hijo de Maggie Mayhem.
- Rachel Bockheim, más conocida como Jackie Daniels, es una miembro de un equipo rival y el propietario de la Grand Raggidy Roller Girls.

## Producción
Whip It fue producida por Barry Mendel y Drew Barrymore. La película es una coproducción entre Mandate Pictures y Flower Films de Barrrymore. La película fue distribuida por Fox Searchlight Pictures en su lanzamiento cinematográfico. Lanzó la secuencia de comandos para las empresas de producción diferentes al mismo tiempo lanzar su material de origen a distintos editores. El proyecto de la película fue inicialmente para ser manejado por Warner Independent Pictures, pero Mandate Pictures se hizo cargo después de haber sido puesto en un cambio. La producción empezó el verano de 2008 en Míchigan, la fotografía principal comenzó el 26 de julio, que tendrá lugar en los alrededores de Detroit y Washtenaw County, a saber, solución salina. Niñas de rodillas Reales fueron seleccionados de los equipos locales de Míchigan, tales como Las Chicas Derby Detroit, y el Gran Raggidy Roller Girls. Varias escenas fueron tomadas en Austin, Texas.

## Recepción

### Reacción de la crítica
La película recibió en general comentarios positivos de los críticos. En la revisión de Rotten Tomatoes se informó que el 84% de los críticos dieron comentarios positivos, basado en 179 comentarios. En otra revisión, Metacritic reportó el 61% con un 7.1 / 10, basado en 31 comentarios. [cita requerida]

### Taquilla
Whip It no fue exitosa comercialmente. Recaudó 16.6 millones de dólares globalmente, mientras que sus gastos de producción fueron de 15 millones de dólares.